# 高井正智
高井正智（日语：／，1980年2月6日—）為NHK的播報員。

## 經歷
東京都出身。御茶水女子大學附設小學、攻玉社中學、高等學校、早稻田大學政治經濟學院畢業後，於2002年加入NHK。

## 人物

### 家族
父親為曾於朝日電視台擔任播報員的高井正憲（現為陽光音樂製作公司所屬的自由播報員，社會福祉法人朝日電視台福祉文化事業團事務局長）。

## 目前主持節目
- 《NHK7點新聞》 （主播[註 1]：2022年4月9日 - ）（兩年度）
- 《NHK新聞》（周日20ː45，週日）（2022年4月10日 - ）
  - 也負責播報 20:55 - 21:00 的關東甲信越地方新聞
- 《前人的底蘊 知惠泉（日语：先人たちの底力 知恵泉）》（主持人：2022年4月5日 - ）

## 曾經主持節目
盛岡放送局（2002年度 - 2005年度）
- 《週六雜誌（日语：土曜ジャーナル） 創作歌手松本哲也〜獻給最重要的你的歌〜》（榮獲廣播文化基金獎）

広島放送局（2006年度 - 2008年度）
- 《最喜歡廣島（日语：お好みワイドひろしま）》（出山知樹主播代理人選）
- 中國再生專案（故鄉特集）（5集系列）

東京播報員室（2009年度 - ）
- 《九點看新聞》 記者（2009年4月 - 2012年3月）
- 《深度閱讀周刊新聞（日语：週刊ニュース深読み）》 主播（2012年4月7日 - 2016年4月2日）
- 電視頻道與廣播的定時新聞（廣播：上午10點、11點，電視：週二下午2點、3點、4點）（2012年4月 - 2016年3月）
- 《今日焦點》 代理主播（2014年4月 - 2016年3月、2023年2月14日、22日、11月20日、2024年2月14日、3月4日）
- 《新聞澀谷5點（日语：ニュース シブ5時）》（高瀬耕造的新聞旁白：2015年8月18日、8月19日、8月24日、8月25日）
- 《正午新聞》（主播）（週六、週日、國定假日）（2016年4月9日 - 2017年4月2日）[註 2]
  - 下午1時、3時、6時的定時新聞
  - 也負責播報關東地區的地方新聞（12:10 - 12:15）
  - 高瀬耕造的代理主播（2015年8月18日、8月19日、8月24日、8月25日）
  - 瀧川剛史的代理主播（2016年3月6日、2018年3月27日、9月10日、20日）
  - 中山果奈的代理主播（2021年8月14日、28日、2023年5月21日）
- 《新聞645（日语：ニュース645 (首都圏センター)）》[註 3]（主播）（週六、週日、國定假日）（2016年4月9日 - 2017年4月2日）
- 《國會直播》（第190屆（日语：第190回国会）、第191屆（日语：第191回国会）、第192屆（日语：第192回国会）、第193屆（日语：第193回国会））（不定期播出、旁白）（2016年4月 - 2017年3月）
- 《NHK7點新聞》 副播報員[4]（非國定假日的週一 - 週五）（2017年4月3日 - 2020年3月27日）
- 《首都圈新聞845（日语：首都圏ニュース845）》（非國定假日的週一 - 週五） 主播（2017年4月3日 - 2018年3月30日）
  - 上原光紀的代理主播（2021年2月2日、9月16日、17日、10月14日）
- 《NHK7點新聞》
  - 鈴木奈穗子的代理主播（2018年10月16日 - 25日、29日 - 11月1日）
  - 青井實的代理主播（2019年5月25日）
  - 瀧川剛史的代理主播（2019年8月13日 - 16日、19日 - 23日、2020年3月13日、2022年8月15日 - 19日、22日 - 26日）
- 《新聞「千葉縣知事選舉、千葉市長選舉 開票速報」主播（2021年3月21日）
- 《首都圏網路》 主播（2020年3月30日 - 2022年4月1日）
- 《《NHK特集 逼近的中國「巨龍」〜台灣總統選舉 國民們的選擇〜》 旁白（2024年1月13日，首次播出日）
- 《美國總統選舉開票速報》 主播（2024年11月6日）
- 《美國總統川普就職典禮現場直播》 主播（2025年1月21日）

## 外部連結
- アナウンスルーム・高井正智